# 文龍斎
文龍斎（ぶんりゅうさい、生没年不詳）とは江戸時代の浮世絵師。

## 来歴
鳥文斎栄之に浮世絵を教えた人物とされる。『浮世絵類考』関根只誠本（慶応3年識）の栄之の項に、慶阿弥老人の話として栄之が文龍斎より浮世絵を学んだ旨記している。 文龍斎の作に青本の挿絵があるといわれるが未詳である。